# Fábio Xavier
Fábio Henrique Mendonça Xavier de Oliveira, também conhecido como Fábio Xavier, (São Luís, 4 de outubro de 1974) é um empresário e político brasileiro eleito deputado estadual no Piauí.

## Dados biográficos
Filho de Guilherme Xavier de Oliveira Neto e Maria da Conceição Mendonça Xavier de Oliveira. Empresário com Bacharelado em Administração, elegeu-se vice-prefeito de Regeneração pelo PL em 1996 na chapa liderada por Eduardo Piauilino Mota, mas foi derrotado por Alfredo Nunes ao disputar a prefeitura do município no ano 2000. Assessor especializado do governo estadual no ano seguinte, assumiu a Diretoria de Relações Municipais da Secretaria de Governo em 2003, quando Wellington Dias ascendeu ao governo estadual pela primeira vez.
Presidente do diretório estadual do PR a partir de 2010, elegeu-se deputado estadual em 2014 e 2018, renovando o mandato pelo PT em 2022. Ao longo de sua estadia como parlamentar, licenciou-se para assumir o cargo de secretário das Cidades no terceiro e quarto governo Wellington Dias e o de secretário do Agronegócio e Empreendedorismo Rural no governo Rafael Fonteles.
Seu pai, Xavier Neto, eleito deputado estadual por seis vezes, além de exercer um mandato como suplente.